# Alan Weisman
Pour les articles homonymes, voir Weisman.
Alan Weisman, né le 24 mars 1947 à Minneapolis, est un auteur, professeur et journaliste américain qui a écrit le livre Homo disparitus, publié en 2007.

### Ouvrages originaux en anglais
- We, Immortals, Pocket, 1979 (ISBN 978-0671822064)
- La Frontera : The United States Border with Mexico, University of Arizona Press, 1991, 200 p. (ISBN 978-0816512317)
- Gaviotas : a Village to Reinvent the World, Chelsea Green, 1998
- An Echo in My Blood : The Search for My Family's Hidden Past, Houghton Mifflin Harcourt, 1999, 352 p. (ISBN 978-0151002917)
- The World Without Us, St. Martin's Thomas Dunne Books, 2007, 336 p. (ISBN 978-0312427900)
- Countdown : Our Last, Best Hope for a Future on Earth?, Little, Brown and Company, 2013, 528 p. (ISBN 978-0316097758)

### Ouvrages traduits en français
- Homo disparitus [« The World Without Us »], J'ai lu, 2008, 395 p. (ISBN 978-2290009154)
- Compte à rebours : Jusqu'où pourrons-nous être trop nombreux sur Terre ? [« Countdown:Our Last, Best Hope for a Future on Earth? »], Flammarion, 2014, 428 p. (ISBN 978-2081240827)